# Josephine Diebitsch Peary

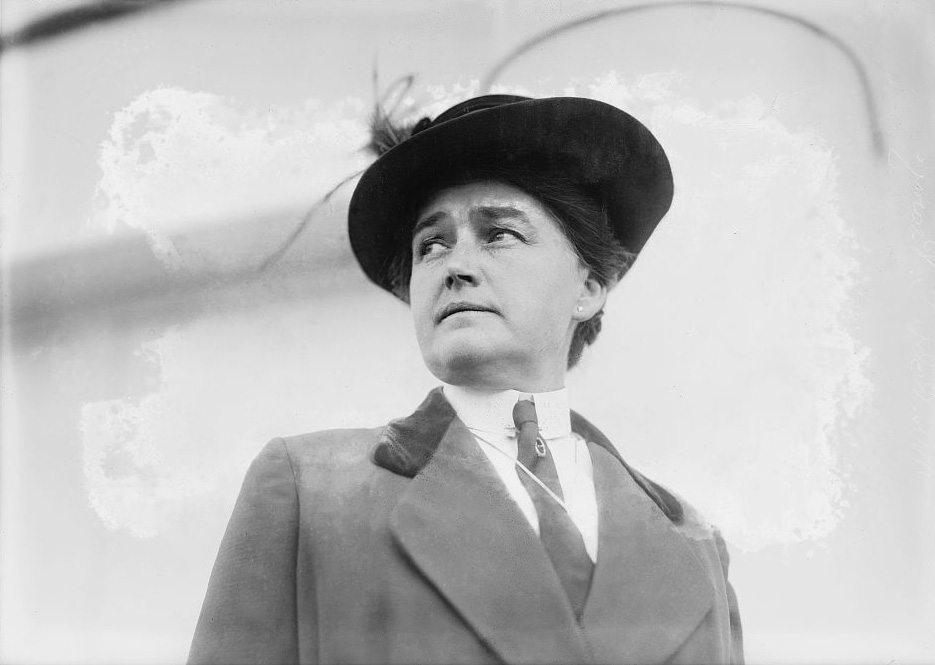
Josephine Peary ok. roku 1913

Josephine Diebitsch Peary (ur. 22 maja 1863 w Waszyngtonie, zm. 19 grudnia 1955 w Portland w stanie Maine) – amerykańska badaczka Arktyki. Była żoną Roberta Peary’ego.

## Życiorys
Josephine Peary urodziła się 22 maja 1863 w Waszyngtonie. Była córką pochodzącego z Prus profesora z Instytutu Smithsona, Hermana Henry’ego Diebitscha oraz pochodzącej z Saksonii Magdeleny Augusty Schmid. W roku 1888 wyszła za mąż za arktycznego podróżnika, Roberta Peary’ego, któremu towarzyszyła w podróżach na północ, opisując swoje przeżycia w serii książek, m.in. My Arctic Journal oraz The Snow Baby. Była również członkiem założycielem Towarzystwa National Geographic. W maju 1955 za jej osiągnięcia została wyróżniona złotym medalem, będącym najwyższym odznaczeniem NG. Zmarła 19 grudnia 1955 w Portland, w stanie Maine.

## Książki
- 1893: My Arctic Journal
- 1901: Snow Baby
- 1903: Children of the North

Źródło.